# CityVille
CityVille war ein Browserspiel von Zynga in Form einer Echtzeit-Stadtsimulation. Das Spiel war auf den Seiten der sozialen Netzwerke Facebook und Google+ verfügbar. Inhalt des Spiels war es, eine eigene Stadt aufzubauen und zu verwalten. Zudem wurde man mit aktiven Spielern, die sich im Facebook-Freundeskreis befinden, verglichen.

## Allgemeines
Laut einer Veröffentlichung vom Dezember 2011 hatte CityVille zum damaligen Zeitpunkt monatlich rund 50 Millionen Spieler und überholte damit den bisherigen Zynga-Spitzenreiter FarmVille.
Die Server von CityVille wurden – trotz umfangreicher Spielerproteste – am 30. April 2015 heruntergefahren.

## Inhalt
Der Aufbau und die Verwaltung der eigenen virtuellen Stadt basierte auf dem Sammeln von Punkten, die den Aufstieg zum jeweils nächsten Level garantierten. Der Spieler erhielt diese, indem er die Einnahmen der angelegten Geschäfte oder die Miete der angelegten Wohnungen einsammelte oder neue Geschäfte, Häuser und Dekorationen baute. Es bestand die Möglichkeit, die Mitspieler („Nachbarn“) um Hilfe zu fragen, wenn Items fehlten (z. B. Waren). Ein anderer Effekt der Echtzeit-Simulation war die vorhandene Energie der Arbeiter. Für jede Aktion, wie etwa das Einsammeln von Mieten oder den Bau von Gebäuden, wurde Energie verbraucht. Mit dem Bau von Gemeinschaftsgebäuden (z. B. Rathaus, Polizeistation) ließ sich die Einwohnerzahl der Stadt steigern. Um ein Gemeinschaftsgebäude errichten zu können, brauchte man die Hilfe von mehreren Mitspielern, welche die verschiedenen Ämter in diesem Gebäude übernahmen.
Je mehr Wohnhäuser gebaut wurden, desto mehr Einwohner erhielt der Spieler, die wiederum die Geschäfte besuchten. Immer, wenn Einwohner in einem Geschäft Waren konsumierten, verringerte sich die vorhandene Menge an Gütern. Wenn alle Waren verbraucht waren, mussten die Geschäfte wieder mit Waren versorgt werden, die wiederum durch Ackerbau gewonnen werden konnten. Die Feldfrüchte reiften erst nach einiger Zeit, und sie mussten dann rechtzeitig geerntet werden, um nicht zu verderben.
Eine andere Möglichkeit, Waren zu erhalten, bestand darin, einen Zug in Städte von Freunden zu senden. Ein solcher Zug konnte gleichzeitig auch zum Verkauf stehende Güter mit sich führen. Ab einem bestimmten Level konnten außerdem ein Hafen und ein Flughafen gebaut werden, an denen Schiffe bzw. Flugzeuge auf die Reise geschickt werden konnten. Diese brachten nach der Rückkehr Waren mit sich, welche ebenfalls der Belieferung der Geschäfte dienten. Durch das Lösen von Quests konnte der Spieler zusätzliche Erfolge erzielen.

## Sprachen
Unter den verfügbaren Sprachen bekam der Spieler alternativ die Sprachen angeboten, die seine Freunde im sozialen Netzwerk sprechen.